# Osphya dissimilis
Osphya dissimilis là một loài bọ cánh cứng trong họ Melandryidae. Loài này được Champion mô tả khoa học năm 1922.